# Rhacochelifer afghanicus
Rhacochelifer afghanicus är en spindeldjursart som beskrevs av Beier 1959. Rhacochelifer afghanicus ingår i släktet Rhacochelifer och familjen tvåögonklokrypare. Inga underarter finns listade i Catalogue of Life.